# Drágám, a kölykök már megint összementek
A Drágám, a kölykök már megint összementek (eredeti címén Honey, I Shrunk the Kids: The TV Show) amerikai televíziós filmsorozat, amely a Drágám, a kölykök összementek! című mozifilm alapján készült tévéfilmsorozat. A forgatókönyvet John Hoberg, Steve Chivers és Wendy Engelberg írta, Stuart Gordon, John Landis és Joey Travolta rendezte, a zenéjét Peter Bernstein, Geoff Koch és Christopher L. Stone szerezte. A St. Clare Entertainment és a Walt Disney Television készítette, a Buena Vista Television és a Disney-ABC Domestic Television forgalmazta. Amerikában a local syndication mutatta be.

## Ismertető
Szalinkski tudós találmányai ismét sok bonyodalmat okoznak. A kicsinyítő-szerkezeten kívül már más is veszélyes a család számára. Új találmányok: az időgép, az agyaktivátor, a klón-készítő berendezés, az emlék-megelevenítő, valamint a mozgás-gyorsító. Szalinszky úr úgy tűnik mindig feltalál valami újat, amelyekkel abban a pillanatban érdekes kalandokba keveredik a család. A Szalinsky család mozgalmas életét, új speciális effektusok segítik megeleveníteni.

## Szereplők

### Főszereplők
| Szerep             | Színész            | Magyar hang |
| ------------------ | ------------------ | ----------- |
| Wayne Szalinski    | Peter Scolari      |             |
| Diane Szalinski    | Barbara Alyn Woods |             |
| Amy Szalinski      | Hillary Tuck       |             |
| Nick Szalinski     | Thomas Dekker      |             |
| Chief Jake McKenna | George Buza        |             |

### Mellékszereplők
| Szerep              | Színész              | Magyar hang |
| ------------------- | -------------------- | ----------- |
| Jennings            | Bruce Jarchow        |             |
| Joel McKenna        | Andrew T. Grant      |             |
| Jack McKenna        | Mark Hildreth        |             |
| Tiara Vanhorn       | Jewel Staite         |             |
| Ms. Elders          | Hilary Alexander     |             |
| Mr. Patterson       | David Lereaney       |             |
| Mrs. Gotteramerding | Christine Willes     |             |
| Ar'nox              | John Michael Higgins |             |
| Dan                 | Doug MacLeod         |             |
| Russell             | Thierry P. Nihill    |             |
| Howard Phillips     | Jesse Moss           |             |
| Bianca Fleischer    | Valarie Pettifor     |             |

## Epizódok

### 1. évad (1997-1998)
| #   | #   | Magyar cím | Eredeti cím                                           | Magyar premier | Eredeti premier      |
| --- | --- | ---------- | ----------------------------------------------------- | -------------- | -------------------- |
| 1.  | 1.  |            | Honey, We've Been Swallowed by Grandpa                |                | 1997. szeptember 27. |
| 2.  | 2.  |            | Honey, The House Is Trying to Kill Us                 |                | 1997. október 4.     |
| 3.  | 3.  |            | Honey, I'm Haunted                                    |                | 1997. október 11.    |
| 4.  | 4.  |            | Honey, We're Stuck in the '70s                        |                | 1997. október 18.    |
| 5.  | 5.  |            | Honey, I Shrunk the Science Dude                      |                | 1997. október 25.    |
| 6.  | 6.  |            | Honey, You've Got Nine Lives                          |                | 1997. november 1.    |
| 7.  | 7.  |            | Honey, I Got Duped                                    |                | 1997. november 8.    |
| 8.  | 8.  |            | Honey, They're After Me Lucky Charms                  |                | 1997. november 15.   |
| 9.  | 9.  |            | Honey, They Call Me the Space Cowboy                  |                | 1997. november 22.   |
| 10. | 10. |            | Honey, I Know What You're Thinking                    |                | 1997. november 29.   |
| 11. | 11. |            | Honey, You're Living in the Past                      |                | 1997. december 6.    |
| 12. | 12. |            | Honey, I'm Streakin'                                  |                | 1998. január 3.      |
| 13. | 13. |            | Honey, Meet the Barbarians                            |                | 1998. február 7.     |
| 14. | 14. |            | Honey, You've Drained My Brain                        |                | 1998. február 14.    |
| 15. | 15. |            | Honey, He's Not Abominable... He's Just Misunderstood |                | 1998. február 21.    |
| 16. | 16. |            | Honey, I'm in the Mood for Love                       |                | 1998. február 28.    |
| 17. | 17. |            | Honey, The Bear Is Bad News                           |                | 1998. március 28.    |
| 18. | 18. |            | From Honey, With Love                                 |                | 1998. április 4.     |
| 19. | 19. |            | Honey, I'm Dreaming... But Am I?"                     |                | 1998. április 22.    |
| 20. | 20. |            | Honey, the Garbage Is Taking Us Out                   |                | 1998. május 2.       |
| 21. | 21. |            | Honey, You're So Transparent                          |                | 1998. május 6.       |
| 22. | 22. |            | Honey, It's No Fun Being an Illegal Alien             |                | 1988. május 16.      |

### 2. évad (1998-1999)
| #   | #   | Magyar cím | Eredeti cím                                          | Magyar premier | Eredeti premier      |
| --- | --- | ---------- | ---------------------------------------------------- | -------------- | -------------------- |
| 23. | 1.  |            | Honey, It's Quarkzilla                               |                | 1998. szeptember 26. |
| 24. | 2.  |            | Honey, She's Like a Fish Out of Water                |                | 1998. október 3.     |
| 25. | 3.  |            | Honey, It's Doomsday                                 |                | 1998. október 17.    |
| 26. | 4.  |            | Honey, Let's Trick or Treat                          |                | 1998. október 24.    |
| 27. | 5.  |            | Honey, I'm Rooting for the Hometeam                  |                | 1998. október 31.    |
| 28. | 6.  |            | Honey, We're Young at Heart                          |                | 1998. november 7.    |
| 29. | 7.  |            | Honey, Honey, We're Past Tense                       |                | 1998. november 14.   |
| 30. | 8.  |            | Honey, I'm Wrestling with a Problem... and the Chief |                | 1998. november 21.   |
| 31. | 9.  |            | Honey, the Bunny Bit It                              |                | 1998. december 5.    |
| 32. | 10. |            | Honey, I've Joined the Bigtop                        |                | 1998. december 12.   |
| 33. | 11. |            | Honey, I'm the Sorcerer's Apprentice                 |                | 1998. december 19.   |
| 34. | 12. |            | Honey, I'm King of the Rocket Guys                   |                | 1999. január 30.     |
| 35. | 13. |            | Honey, the Future's Coming Back to Me                |                | 1999. február 6.     |
| 36. | 14. |            | Honey, It's a Miracle                                |                | 1999. február 13.    |
| 37. | 15. |            | Honey, You'll Always Be a Princess to Me             |                | 1999. február 20.    |
| 38. | 16. |            | Honey, There's a Pox on Our House                    |                | 1999. február 27.    |
| 39. | 17. |            | Honey, I'm Going to Teach You a Lesson               |                | 1999. április 24.    |
| 40. | 18. |            | Honey, It's the Ghostest with the Mostest            |                | 1999. május 8.       |
| 41. | 19. |            | Honey, It's a Blunderful Life                        |                | 1999. május 15.      |
| 42. | 20. |            | Honey, It's Your Party                               |                | 1999. május 22.      |
| 43. | 21. |            | Honey, I'm Not Just Clowning Around                  |                | 1999. május 29.      |
| 44. | 22. |            | Honey, I'll Be Right Witch You                       |                | 1999. június 12.     |

### 3. évad (1999-2000)
| #   | #   | Magyar cím | Eredeti cím                                       | Magyar premier | Eredeti premier      |
| --- | --- | ---------- | ------------------------------------------------- | -------------- | -------------------- |
| 45. | 1.  |            | Honey, Name That Tune                             |                | 1999. szeptember 25. |
| 46. | 2.  |            | Honey, It's a Billion Dollar Brain                |                | 1999. október 2.     |
| 47. | 3.  |            | Honey, It Takes Two to Mambo                      |                | 1999. október 9.     |
| 48. | 4.  |            | Honey, We're on TV                                |                | 1999. október 16.    |
| 49. | 5.  |            | Honey, It's Gloom and Doom                        |                | 1999. november 6.    |
| 50. | 6.  |            | Honey, I'm Kung Fu Fighting                       |                | 1999. november 13.   |
| 51. | 7.  |            | Honey, I'm Not Up to Par                          |                | 1999. november 20.   |
| 52. | 8.  |            | Honey, It's One Small Step for Mankind            |                | 1999. november 27.   |
| 53. | 9.  |            | Honey, You're Driving Me Like Crazy               |                | 1999. december 4.    |
| 54. | 10. |            | Honey, the Play's the Thingie                     |                | 1999. december 11.   |
| 55. | 11. |            | Honey, He Ain't Rude, He's My Brother             |                | 2000. január 8.      |
| 56. | 12. |            | Honey, You Won't Believe What Happens Next        |                | 2000. január 15.     |
| 57. | 13. |            | Honey, Situation Normal, All Szalinski'd Up       |                | 2000. január 22.     |
| 58. | 14. |            | Honey, It's the Fixer-Uppers                      |                | 2000. január 29.     |
| 59. | 15. |            | Honey, I'm on the Lam                             |                | 2000. február 5.     |
| 60. | 16. |            | Honey, I'm the Wrong Arm of the Law               |                | 2000. február 12.    |
| 61. | 17. |            | Honey, It's an Interplanetary, Extraordinary Life |                | 2000. február 19.    |
| 62. | 18. |            | Honey, I'm Spooked                                |                | 2000. február 26.    |
| 63. | 19. |            | Honey, Like Father, Like Son                      |                | 2000. április 29.    |
| 64. | 20. |            | Honey, Growing Up Is Hard to Do                   |                | 2000. május 6.       |
| 65. | 21. |            | Honey, I Shrink, Therefore I Am                   |                | 2000. május 13.      |
| 66. | 22. |            | Honey, Whodunit?                                  |                | 2000. május 20.      |